# Сайото

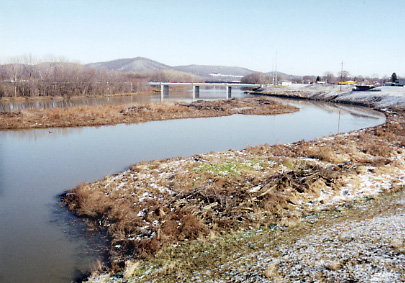
Ріка Сайото

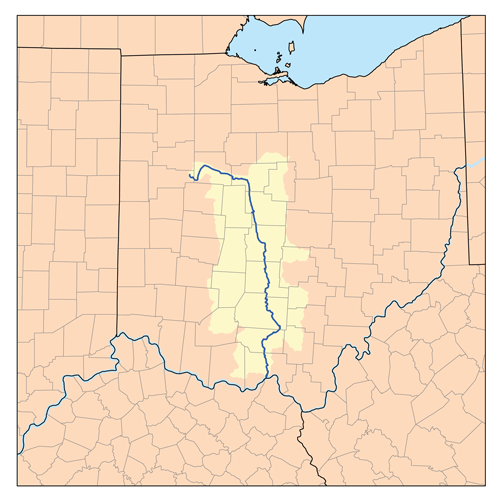
Карта водних ресурсів ріки Сайото.

Сайото, ( Scioto), — річка в центральній і південній частині штату Огайо довжиною понад 372 кілометри . Починається в окрузі Оглез (англ. Auglaize County) в західно-центральній частині штату Огайо, протікає через місто Колумбус, де в неї впадає найбільша з її приток, Олентангі (англ. Olentangy River), і впадає в річку Огайо в Портсмуті.
Річка не є дуже великою для сучасного комерційного судноплавства. В основному економічне значення річки полягає в тому, що вона є місцем для туристичного відпочинку і джерелом питної води.
У долині річки Сайото з давніх часів проживали різні племена індіанців. З них найбільшою популярністю користується культура Будівельників курганів Хоупвеллской традиції. Численні поховальні кургани збереглися до теперішнього часу поблизу міста Чиллікоті в Національному історичному парку культури Хоупвелл. У доколумбові часи територія даної культури поширювалася на схід до Вірджинії.
У роки незадовго до Громадянської війни в США річка Сайото служила водною трасою «підземної залізниці» — системи шляхів, по яких переправлялися на Північ збіглі раби з Півдня.